# Christine Stückelberger
Christine Stückelberger (Berna, 22 de maio de 1947) é uma adestradora suíça, campeã olímpica. 

## Carreira
Christine Stückelberger representou seu país nos Jogos Olímpicos de 1972, 1976, 1984, 1988, 1996 e 2000, na qual conquistou a medalha de ouro no adestramento individual, em 1976. 